# 大阪府同和建設協会
大阪府同和建設協会（同建協）とは、1970年（昭和45年）に設立された、部落解放同盟の影響下にある団体。大阪市浪速区に事務所を置いていた団体。
同建協は大阪府まちづくり建設協会を経て、同協会会長の逮捕により2010年（平成22年）5月に解散し、現在は大阪人権建設協会に改組して、部落解放同盟が買い取った建物の1階層に事務所を置いている。

## 概要
設立意見書によれば、部落解放同盟大阪府連の指導と協力に基づき、行政が行う全ての同和対策事業関連の建設工事を請け負い、会員相互の部落解放運動の理念に基づき各工事の割り当てを行う、とある。
部落解放同盟は、全ての同和対策事業関連の建設工事を同建協を通じて発注するよう行政に認めさせ、同建協は請け負った会員企業から請負金額の0.7％を部落解放同盟に上納した。
同和対策事業の肥大化により、同建協は莫大な利益を得た。例えば、大阪府羽曳野市では、1970年代前半、市全体の同和対策事業の予算のうち三割を同建協請負の工事が占めていた。1972年（昭和47年）の羽曳野市の建設事業予算は約17億5000万円だったが、そのうち15億円が同建協の会員企業である海原建設に支払われた。この会社は、同和対策事業開始前は、市内の文化住宅で細々と営業する零細企業だったが、事業開始後は莫大な利益を上げ、和歌山県に建てた別荘のプールでクジラを飼うほどになった。

## 大阪市競売妨害事件
2006年（平成18年）、大阪市のゆとりみどり振興局発注事業をめぐり、同建協加盟業者に有利な指名業者選定案を作るなどの容疑で、大阪市関係者三名が競売入札妨害罪で有罪判決を受けた。この判決では、裁判官が「大阪市の同和行政のあり方自体に大きな問題があった」と大阪市の同和行政を強く非難したことで注目を集めた。

## 橋下徹との関係
橋下徹の私設秘書で建設会社（新建産業）元社員である奥下剛光の紹介で、まちづくり建設協会が大阪府に中小零細企業の実情を府に伝えたいとの申し出があったが、応接の前に会長逮捕によりまちづくり建設協会が解散したため実現しなかった。
役員が橋下のパーティ券を斡旋する一方、6億超の公共事業を受注していた喜捨建設の関係者がまちづくり建設協会の副会長を勤めた。また、受注の大半が大阪府からの公共事業である東淀川区に本社を置く協会会員の企業の役員も橋下のパーティー券を斡旋していた。